# Казанцева, Софья Андреевна
Софья Андреевна Казанцева (род. 9 декабря 1996) — российская футболистка и игрок в пляжный футбол, нападающая.

## Биография
Воспитанница Школы Алексея Смертина и клуба «Алтай» (Барнаул). На юношеском уровне принимала участие в первенстве России (до 16 лет) 2012 года и VI летней Спартакиаде учащихся России (до 17 лет) 2013 года, в обоих турнирах её команда занимала пятое место. Вызывалась в расширенный состав юношеской сборной России, но в официальных матчах за неё не играла.
Во взрослых соревнованиях дебютировала в 14-летнем возрасте, в 2011 году в первом дивизионе России. Бессменно провела в составе «Алтая» шесть сезонов.
В начале 2017 года перешла в «Енисей» (Красноярск), проводивший дебютный сезон в высшей лиге. Дебютный матч за команду провела 7 мая 2017 года против московского ЦСКА, заменив на 87-й минуте Анну Диюн. Всего в мае-июне 2017 года сыграла 4 матча в высшей лиге, во всех выходила на замену во втором тайме.
В середине 2017 года вернулась в «Алтай» и продолжает со своим клубом выступать в первой лиге по большому футболу. В 2019 году в составе «Алтая» также приняла участие в чемпионате России по пляжному футболу.